# Nicholas Parsons

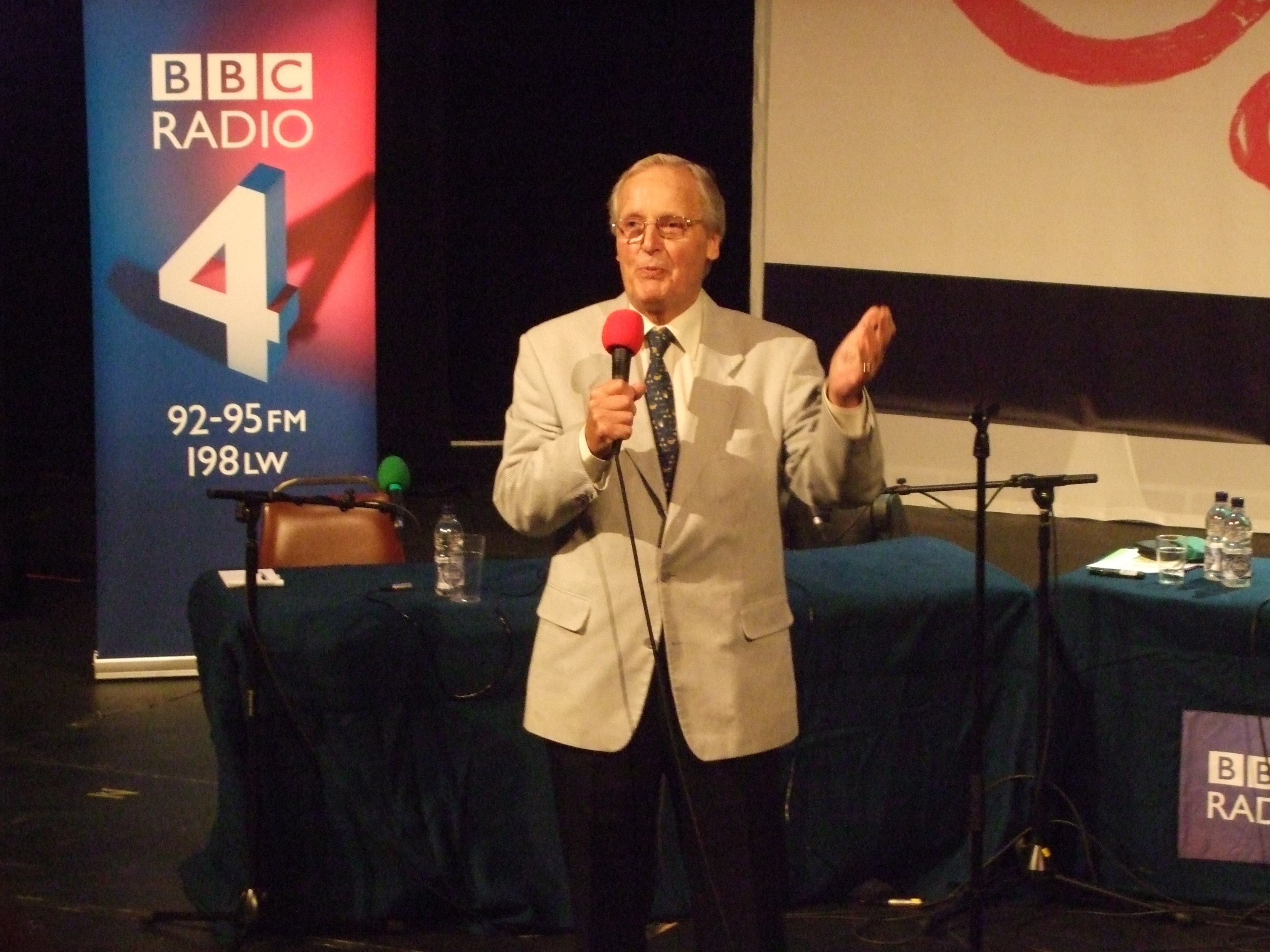
Nicholas Parsons (2007)

Christopher Nicholas Parsons CBE (* 10. Oktober 1923 in Grantham, Lincolnshire; † 28. Januar 2020 in Aylesbury, Buckinghamshire) war ein britischer Schauspieler und Moderator.

## Leben
Parsons wuchs als mittleres von drei Kindern eines Arztes auf. In seiner Jugend litt er an Stottern und Dyslexie. Seine Schulausbildung erhielt er an der St Paul’s School in London. Danach nahm er auf Betreiben seiner Eltern eine Stelle auf einer Schiffswerft im schottischen Clydebank an. Neben seiner Arbeit besuchte er die University of Glasgow, ohne jedoch einen Abschluss zu erwerben. Nach dem Ende des Zweiten Weltkrieges begann er seine Schauspielkarriere. Sein Filmdebüt hatte er 1947 in Die Weber von Bankdam. Neben Film- und Fernsehrollen trat er auch an den Theatern des Londoner West End auf. In den 1950er Jahren erlangte Parsons durch seine Zusammenarbeit mit dem Komiker Arthur Haynes Bekanntheit beim britischen Fernsehpublikum, später hatte er zahlreiche Gastauftritte in der Benny Hill Show.
In den 1960er Jahren trat er zwar noch in einigen Spielfilmen auf, darunter Dreimal Liebe täglich aus der Doktor-Filmreihe, die Ist-ja-irre-Filmklamotte Nicht so toll, Süßer und der Miss-Marple-Krimi Mörder ahoi!, jedoch trat seine Schauspielkarriere nun zunehmend zugunsten seiner Tätigkeit als Moderator in Funk und Fernsehen in den Hintergrund. Unter anderem verlas er zwischen 1960 und 1963 die britischen Wertungen beim Grand Prix Eurovision. Ab 1967 war er ununterbrochen Gastgeber der Spielshow Just a Minute auf BBC Radio 4. Zwischen 1994 und 1999 sowie im März und April 2012 aus Anlass des 45-jährigen Jubiläums der Sendung moderierte er sie auch im britischen Fernsehen.
Parsons war ab 1995 in zweiter Ehe verheiratet, aus der ersten Ehe mit der Synchronsprecherin Denise Bryer hatte er zwei Kinder.

## Filmografie (Auswahl)
- 1947: Die Weber von Bankdam (Master of Bankdam)
- 1955: Ein Alligator namens Daisy (An Alligator Named Daisy)
- 1956: Der lange Arm (The Long Arm)
- 1956: Kronzeuge gesucht (Eyewitness)
- 1958: Wenn zwei Hochzeit machen (Happy Is the Bride)
- 1959: Ausgerechnet Charlie Brown (Carlton-Browne of the F.O.)
- 1960: Dreimal Liebe täglich (Doctor in Love)
- 1961: Nicht so toll, Süßer (Carry On Regardless)
- 1964: Mörder ahoi! (Murder Ahoy)
- 1965: Jeder Tag ein Urlaubstag (Every Day’s a Holiday)
- 1966: Letzte Grüße von Onkel Joe (The Wrong Box)
- 1968: Der Spinner (Don’t Raise the Bridge, Lower the River)
- 1989: Doctor Who (Fernsehserie, drei Folgen)
- 2008: Lady Godiva
- 2010: Agatha Christie’s Marple (Fernsehserie, 1 Folge)